# Tir à l'arc aux Jeux mondiaux de 2013
Navigation
Kaohsiung 2009 Wrocław 2017
Les épreuves de tir à l'arc des Jeux mondiaux de 2013 ont lieu du 29 juillet au 1er août 2013 à Cali (Colombie).

## Podiums

### Hommes
| Épreuves      | Or                            | Argent                       | Bronze                          |
| ------------- | ----------------------------- | ---------------------------- | ------------------------------- |
| Arc à poulies | États-Unis Reo Wilde (en)     | France Pierre Julien Deloche | Salvador Roberto Hernandez (en) |
| Arc classique | France Jean-Charles Valladont | États-Unis Brady Ellison     | Royaume-Uni Alan Wills (en)     |
| Arc nu        | Italie Giuseppe Seimandi      | Espagne David Garcia         | Suède Bobby Larsson             |

### Femmes
| Épreuves      | Or                           | Argent                       | Bronze                       |
| ------------- | ---------------------------- | ---------------------------- | ---------------------------- |
| Arc à poulies | États-Unis Erika Jones       | Danemark Camilla Soemod      | Colombie Sara Lopez          |
| Arc classique | Allemagne Naomi Folkard (en) | Allemagne Elena Richter (en) | Italie Jessica Tomasi        |
| Arc nu        | Suède Lina Björklund         | Autriche Andrea Raigel       | Italie Eleonora Strobbe (it) |

### Mixte
| Épreuves                 | Or                                        | Argent                                         | Bronze                                       |
| ------------------------ | ----------------------------------------- | ---------------------------------------------- | -------------------------------------------- |
| Arc à poulies par équipe | États-Unis - Reo Wilde (en) - Erika Jones | Italie Sergio Pagni (en) Marcella Tonioli (en) | Allemagne Paul Titscher Kristina Berger (en) |

## Tableau des médailles
| Rang  | Nation          | Or | Argent | Bronze | Total |
| ----- | --------------- | -- | ------ | ------ | ----- |
| 1     | États-Unis      | 3  | 1      | 0      | 4     |
| 2     | Italie          | 1  | 1      | 2      | 4     |
| 3     | Allemagne       | 1  | 1      | 1      | 3     |
| 4     | France          | 1  | 1      | 0      | 2     |
| 5     | Suède           | 1  | 0      | 1      | 2     |
| 6     | Espagne         | 0  | 1      | 0      | 1     |
| 6     | Autriche        | 0  | 1      | 0      | 1     |
| 6     | Danemark        | 0  | 1      | 0      | 1     |
| 6     | Colombie        | 0  | 0      | 1      | 1     |
| 6     | Salvador        | 0  | 0      | 1      | 1     |
| 6     | Grande-Bretagne | 0  | 0      | 1      | 1     |
| TOTAL | TOTAL           | 7  | 7      | 7      | 21    |